# 塞耶河
塞耶河（法語：Seille，法語發音：[sɛj]）是法國的河流，位於大東部大區，屬於摩澤爾河的右支流，河道全長138公里，流域面積1,348平方公里，發源自阿祖当日附近，平均流量每秒10.5立方米。

## 外部連結
- http://www.geoportail.fr （页面存档备份，存于）
- Sandre数据库中的塞耶河 （页面存档备份，存于）
- 塞耶河照片与历史